# Albdag
Albdag was een Friese graaf uit de 9e eeuw.

## Geschiedenis
Albdag bestuurde de gouw Oostergo in Midden-Friesland, (Friesland tussen Vlie en Lauwers), uit naam van Lodewijk de Duitser in het tijdperk dat Deense Vikingen het voor het zeggen hadden in een groot deel van Nederland.
In 873 voerde de Viking Rodulf een strooptocht uit in Oostergo. De bevolking wist zich met de hulp van een gekerstende Noorman tegen de invallers te verzetten. Rodulf sneuvelde in het gevecht. Herre Halbertsma heeft betoogd dat het gevecht rond de kerk van Dokkum zou hebben plaatsgevonden.

## Voetnoten
1. ↑  Halbertsma, p. 267-268